# 卡斯蒂廖内战役
卡斯蒂廖内战役起因於1796年8月5日，拿破崙將軍率領法國義大利兵團向达戈贝特·西格蒙德·冯·武姆泽元帥麾下的奧地利軍隊發起的進攻。人數上不如對手的奧軍被擊敗，從博爾蓋托附近山丘的防線潰退回明喬河邊。卡斯蒂廖内坐落於北意大利加爾達湖南方10（6英里）處。這場战役是法國大革命戰爭中，拿破崙在面對第一次反法同盟所取得的四場輝煌勝利之一，其餘三場為貝薩諾、阿科莱及里沃利。
卡斯蒂廖内是奧軍第一次試圖解圍曼圖亞，為試圖拯救奧軍在北義這座主要的堡壘，武姆泽計畫率領集結的4個縱隊攻擊法軍。只要拿破崙被迫解圍曼圖亞才有足夠兵力面對此一威脅，此計畫就能成功。然而拿破崙的戰術與其麾下部隊行軍速度，讓法軍指揮官能夠在一周內將分散的奧軍縱隊各個擊破。雖然法軍最後的側翼攻擊過早，但仍無損這場战役的勝利。

## 背景

### 計畫
在豐比奧、洛迪及博爾蓋托等战役中接連被拿破崙擊敗後，砲兵將軍約翰·彼得·博利厄指揮的奧地利軍隊拋棄了駐守於曼圖亞近一萬四千人的部隊，向北方的特倫托撤退。曼圖亞是奧軍著名四角防線的要塞之一，而法軍已經佔領了其他三座：莱尼亚戈、维罗纳及加尔达渔村。
5月31日，拿破崙試圖突襲曼圖亞失敗。到了6月3日，法軍開始圍攻由约瑟夫·坎托·迪莱斯（Joseph Canto d'Irles）率領的曼圖亞駐軍及316門大砲。6月期間，拿破崙率軍強迫教皇國、托斯卡尼、帕爾馬及摩德納等地簽訂和約，並敲詐他們提供大量協助。從這些被制伏的城市奪取大砲所需材料後，拿破崙裝了179門圍城用的加農砲以供圍攻曼圖亞。而正式圍攻始於7月4日。
拿破崙部署了麾下四萬六千名部隊以確保對曼圖亞的圍攻：皮埃爾·弗朗索瓦·索雷部駐紮在布雷西亞及加爾達湖西岸；安德烈·馬塞納與其位於加爾達湖東岸阿迪傑河河谷的大部拱衛著北方防線，其所部一部分則佈防维罗纳；皮埃尔·奥热罗部則駐防萊尼亞戈另一側的阿迪傑河下游；讓-馬蒂厄-菲利貝爾·塞律里埃率軍圍攻曼圖亞；亚森特·德皮努瓦麾下一半的旅位於佩斯基耶拉，其餘則隨馬塞納及大部隊進軍。查爾斯·愛德華·詹寧斯·德·基爾梅恩的騎兵預備隊部署於维罗纳西南方的维罗纳自由镇。
武姆泽制定了一個分成4個縱隊的進攻計畫：他保留對中央兩縱隊的直接指揮權，其中米夏埃爾·馮·梅拉斯率領右中(第二)縱隊約一萬四千人從南方進攻阿迪傑河西岸；保罗·达维多维奇則率領左中(第三)縱隊約一萬人進攻東岸；而加爾達湖西岸則由彼得·維圖斯·馮·格沃茲達諾維奇指揮的右(第一)縱隊的一萬八千人負責；約翰·梅薩羅什·馮·索博斯洛的左(第四)縱隊約五千人則駐紮在維琴察，任務是在法軍撤離维罗纳及萊尼亞戈時盡快奪取這兩座城市。

### 行動
奧軍在七月底時推進到特倫托。7月29日，武姆泽的兩中央縱隊在里沃利韋羅內塞附近困難的地形裡擊敗了馬塞納的部隊，奧軍在付出800人損失的代價後，造成法軍1200人傷亡，並俘虜了1600人及9門火砲。 格沃茲達諾維奇麾下一個旅將蘇爾特部逐出加爾達湖旁的薩洛，另有一個旅迫使法軍撤離加瓦爾多。7月30日，格沃茲達諾維奇部剩下的兩個旅突襲並攻佔了布雷西亞。奧熱羅部像曼圖亞方向退卻，而馬塞納部則撤往加爾達湖南岸底端。
7月31日，拿破崙撤退至明喬河西岸，並開始專注於對付格沃茲達諾維奇，同時該晚拿破崙命令塞律里埃解除對曼圖亞的圍困。 7月31日至8月2日間，法軍在布雷西亞、蒙蒂基亞里、加瓦爾多、洛納托德爾加爾達及薩洛等地區進行了一連串複雜的調度行動。拿破崙集結了奧熱羅、馬塞納、德皮努瓦、基尔梅恩等部，並於8月1日奪回布雷西亞，確保了法軍西方的補給線。與此同時，武姆泽投入了亚当·巴亚利奇·冯·巴亚哈扎少將的部隊以解佩斯基耶拉之圍。他的中縱隊抵達曼圖亞並花費時間摧毀法軍的圍困戰線，並將法軍放棄的圍城砲拖入曼圖亞。拿破崙幾乎要決定下令向西撤退，但當他發現武姆泽並未快速跟上奧軍的成功時，拿破崙決定放手一搏反擊。 另外，梅薩羅什終於在8月1日攻佔萊尼亞戈。
8月2日，武姆泽麾下由安东·利普陶伊·德·基什福卢德率領的四千名先鋒部隊將安托万·马里·沙芒·德·拉瓦莱特旅長的部隊逐出卡斯蒂廖内。隔天，奧熱羅部約一萬一千人向利普陶伊部發起進攻。在經過苦戰後，法軍迫使利普陶伊部退往蘇法利諾與达维多维奇部的增援會合。最後武姆泽出動了整個野戰部隊才擋住奧熱羅部的攻勢。奧軍承受了一千名傷亡，且尼可萊蒂少將亦在此戰中負傷。法軍可能折損超過千人，其中還包含马夏尔·贝朗（Martial Beyrand）旅長亦同於此戰中陣亡。 與此同時，武姆泽部與格沃茲達諾維奇部間出現了8公里左右的空隙。8月3日，法軍在洛納托战役中徹底擊潰奧軍的右縱隊，迫使格沃茲達諾維奇最終率部向北撤退。拿破崙留下索雷監視撤退中的右縱隊後，率領主力來面對武姆泽的部隊。
8月4日，雙方在前哨戰當中碰頭，武姆泽安排弗朗茨·韋登菲爾德上校的四個營用以加強巴亚利奇部，另外他也指揮梅薩羅什阻援塞律里埃部，以防該部與拿破崙會合。當天，法軍在洛納托俘虜了兩千名格沃茲達諾維奇縱隊的奧軍。

## 战役

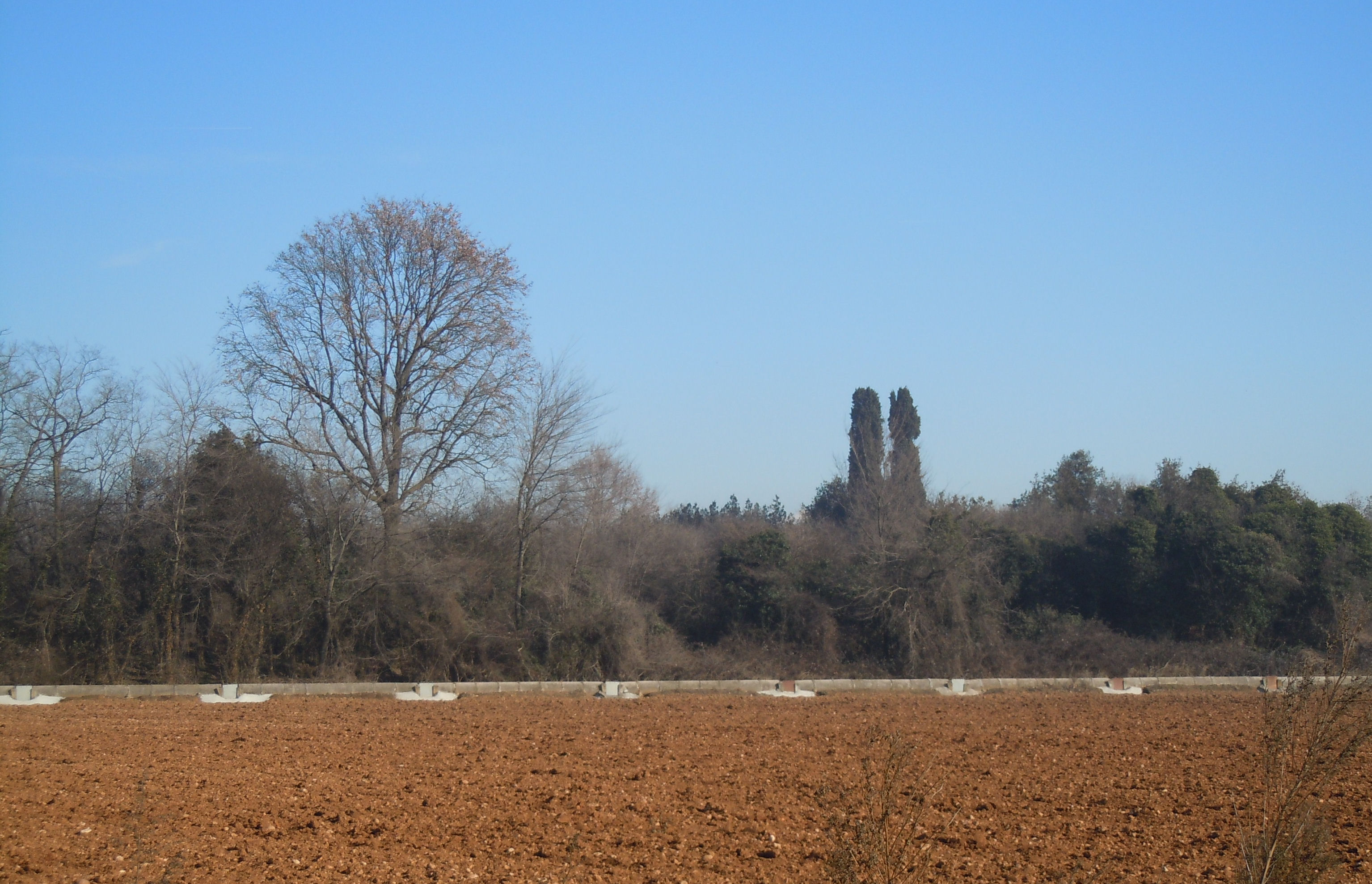
梅多拉諾山（Monte Medolano）

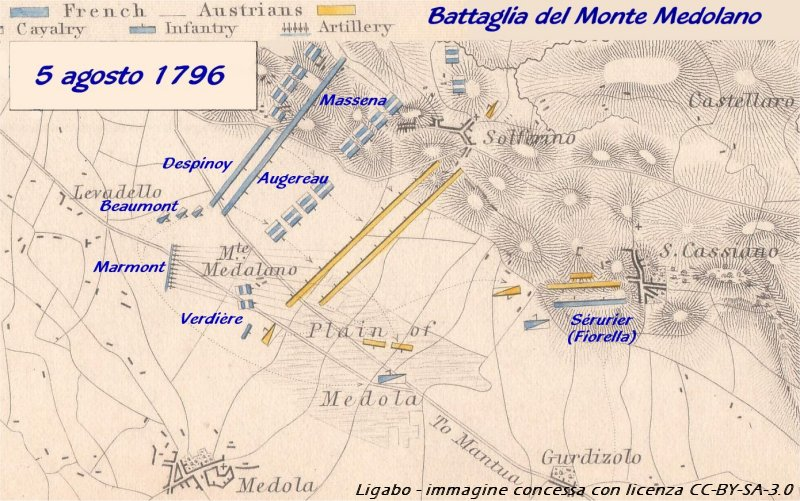
1796年雙方在梅多拉諾山的戰鬥

8月5日，武姆泽在卡斯蒂廖内集結了兩萬名部隊，其中也包含了來自曼圖亞守軍的約瑟夫·菲利普·武卡索維奇少將所率領的旅。他將他的部隊分成兩條防線，將右翼部署於蘇法利諾堡壘及其附近的村庄，左翼則於梅多拉諾山（Mount Medolano）修建一個堡壘並部署多門重型火砲以固守。拿破崙麾下的馬塞納部及奧熱羅部已經膨脹到兩萬兩千五百人，當天他還期待德皮努瓦能前來支援。當拿破崙本陣牽制住著武姆泽部正面的攻勢時，法軍指揮官派出塞律里埃部的五千人前去粉碎奧軍左翼。隨後奧軍防線被打成V字型時，拿破崙命令韦迪耶（Verdier）將軍率軍突襲了梅多拉諾山並撕裂了敵軍防線的核心。 在這場戰鬥中，拿破崙嘗試了著名的「向後移動」（manoeuvre sur le derrières）戰術，並成為未來他成功的關鍵。
為了讓武姆泽更進一步掉入這個陷阱，拿破崙命令馬塞納部及奧熱羅部撤退。而當他突然讓他們後撤時，奧軍也很樂意在後追擊。 此時，當天由帕斯卡爾·安托萬·菲奧雷拉指揮的塞律里埃部突然出現，並以第五龍騎兵師為先鋒，迫使武姆泽將其第二條防線轉向來面對這個側翼的威脅。與此同時，拿破崙對梅多拉諾山實施了「大規模破壞」（masse de rupture）。 奧古斯特·馬爾蒙營長將他的馬炮移至到空白範圍並開火。擲彈兵接著向山丘突襲。而當馬塞納部及奧熱羅部在前線進攻時，兩個德皮努瓦麾下的半旅在夏尔·勒克莱尔上校指揮下進佔了蘇法利諾。經過一番激戰後，武姆泽下令撤退以免遭到包圍。魏登費爾德（Weidenfeld）的部隊及時抵達戰場，以幫助阻擋馬塞納試圖迂迴奧軍右翼的企圖。在安東·許比爾茨·馮·科比寧少將的騎兵隊掩護下，當晚奧軍成功在博爾蓋托渡過明喬河撤退。

## 結果
奧軍在這場战役中遭受2,000人傷亡（將領利普陶伊受重傷），同時還有1,000人及20門大砲被俘；而法軍則約折損了1,100-1,500人。拿破崙為了不讓武姆泽的部隊繼續留在曼圖亞附近，他與奧熱羅部向博爾蓋托發起了佯攻，然而真正的進攻卻是向佩斯基耶拉出擊的馬賽納部。最終擊退巴亚利奇及安東·費迪南德·米特羅夫斯基少將的部隊，威脅了奧軍與提洛伯國間的補給線，迫使武姆泽率部撤往更北方。
在奧軍撤離該區前，武姆泽讓費迪南德·明克維茨（Ferdinand Minckwitz）及莱贝雷希特·施皮格爾（Leberecht Spiegel）各率一旅加強曼圖亞的防衛，同時提供足夠糧食並撤離生病人員。武姆泽接著撤往阿迪傑河東岸至特倫托。拿破崙再次包圍了曼圖亞，然而在沒有圍城砲的情況下，他只能封鎖該城以迫使其飢餓過度而投降。在整個包圍戰事的過程中，法軍傷亡了6,000人，且另有4,000人及攻城車被俘；而奧軍傷亡人數則來到16,700人。

## 評論
歷史學家大衛·G·錢德勒寫道
戰鬥的形式毫無疑問地證明拿破崙的主戰計劃，早在1796年初就已經清楚了。在隨後的幾年裡他可能有改善及改良他的戰術(尤其是在成功階段的關鍵因素)，然而在奧斯特里茨、弗里德蘭或包岑這些成功的進攻中所包含的要素，均在卡斯蒂廖内战役裡就已出現與實施。

## 大眾文化
卡斯蒂廖内战役作為1981年電影“时光大盗”中一個關鍵場景的標題字符。

## 註腳
1. ↑  Chander, Campaigns, p 88-92
2. ↑  Smith, p 118
3. ↑  Fiebeger, p 9-10
4. ↑  Fiebeger, p 10
5. ↑  Smith, p 117-118
6. ↑  Fiebeger, p 10-11
7. ↑  Boycott-Brown, pp 396–397
8. ↑  Chandler, Campaigns, p 194
9. ↑  Boycott-Brown, p 398
10. ↑  Boycott-Brown, pp 391, 398
11. ↑  Chandler, Campaigns, pp 194–196
12. ↑  Chandler, Campaigns, pp 198–199
13. 1 2  Boycott-Brown, p 401
14. ↑  Chandler, Dictionary, p 83
15. ↑  Smith, p 119
16. ↑  Boycott-Brown, p 406
17. ↑  Chandler, Campaigns, p 95
18. ↑  Chandler, Campaigns, pp 200–201